# پریتان نظامی لیبرویل
پریتان نظامی لیبرویل (پی ام ال)فرهنگ سرای نظامی گابن واقع شده در لیبرویل گابن می‌باشد. این تنها بنیاد یا مؤسسه آموزشی نیروهای مسلح گابن می‌باشد.

## بررسی اجمالی
در تاریخ ۵ نوامبر ۲۰۰۱ با اهداف ایجاد «نخبه‌های فکری آینده کشور» ایجاد گردیده. مسئولیت آن فراهم نمودن تعلیم مردمی برای سربازهای ثبت نام گردیده در نیروهای مسلح گابن و همچنین افسرهای مأمور و درجه دار و بعضی از کارکنان و پرسنل استخدام گردیده با شایستگی‌ها و نقش‌های اختصاصی می‌باشد. برای کلاس ششم آزمون ورودی اختصاصی به عمل می‌آید. دانش‌آموزان این بنیاد به شکل آئینی «بچه‌های سرباز» نام برده می‌شوند، آنان آموزش‌های فیزیکی و اخلاقی کسب می‌نمایند که آنان را باهوش شغل افسری می‌نماید. به خوب‌ترین دانش آموزان پی ام ال در روز جمعه، در روزهای پایانی سال تحصیلی، به شکل رسمی پاداش داده می‌شود.
در سال ۲۰۱۹، ستوان کلی اوندو اوبیانگ، که جزوی از فارغ‌التحصیل‌های این مدرسه می‌باشد، در روند کودتا برضد رئیس‌جمهور علی بونگو اوندیبا، گارد جمهوری‌خواه گابن را پیشوایی نمود.